# 14275 Dianemurray
14275 Dianemurray eller 2000 BR26 är en asteroid i huvudbältet som upptäcktes den 30 januari 2000 av LINEAR i Socorro County, New Mexico. Den är uppkallad efter Diane K. Murray.
Asteroiden har en diameter på ungefär 4 kilometer.